# Strade provinciali della provincia dell'Aquila

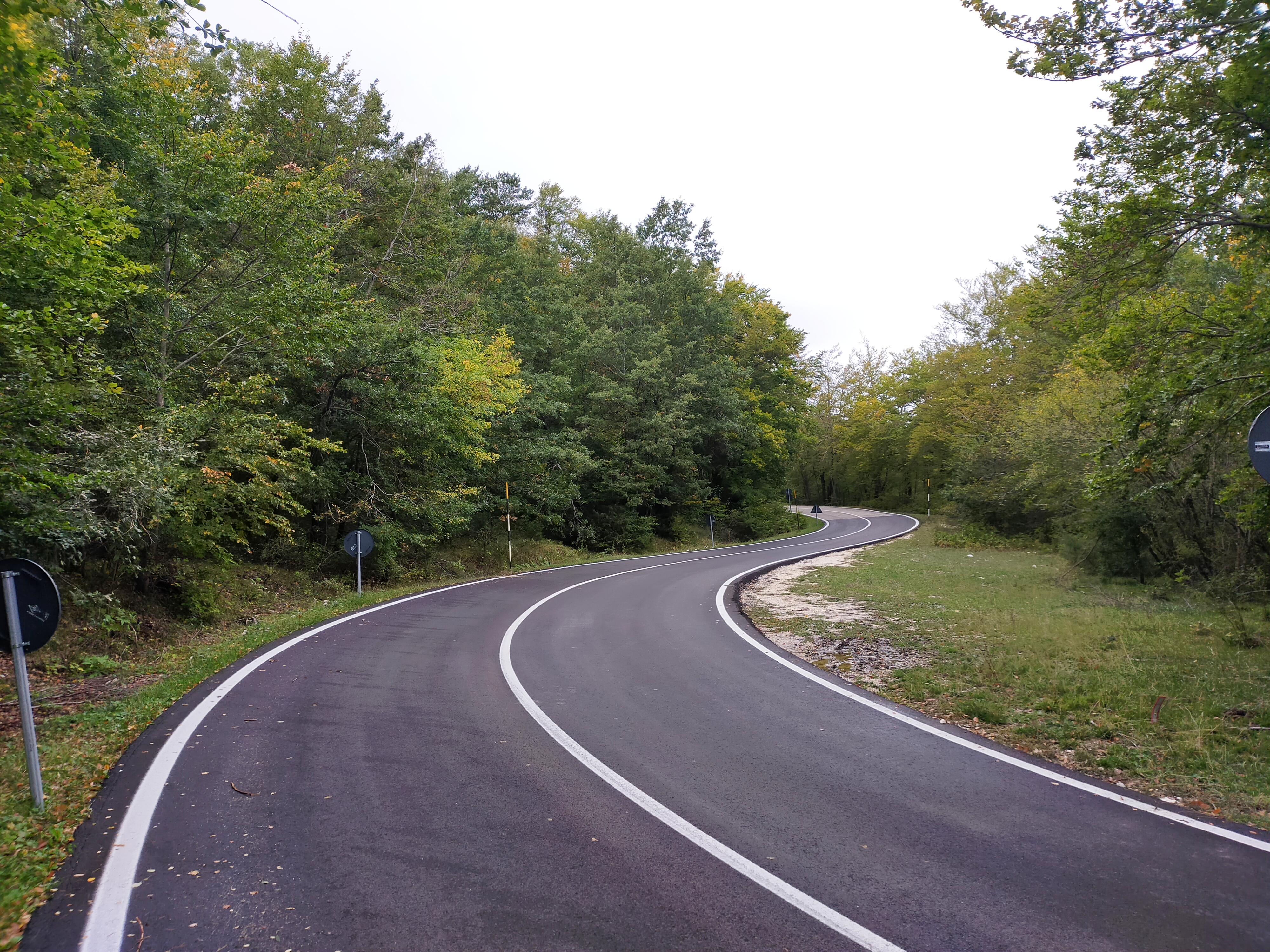
Tratto della strada provinciale 17, nel parco nazionale d'Abruzzo, Lazio e Molise

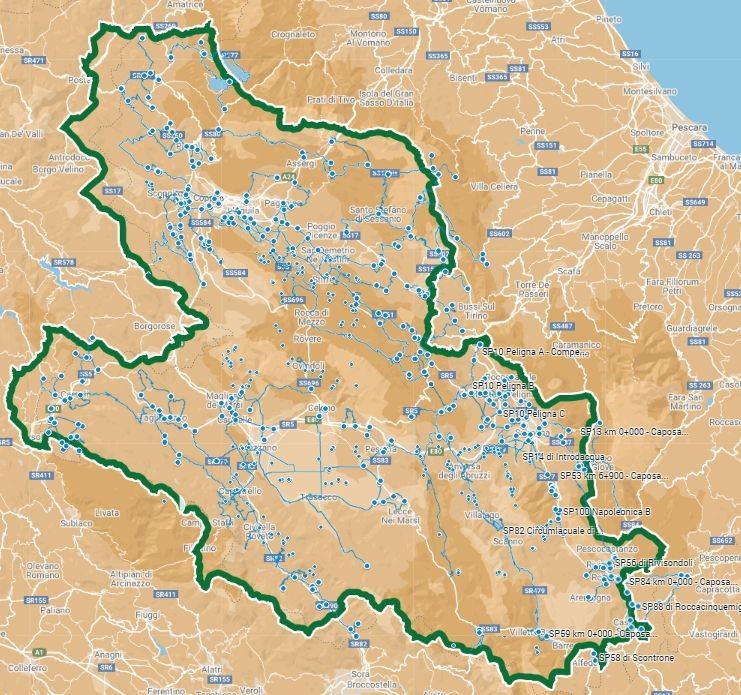
Strade della Provincia dell'Aquila

La rete delle strade provinciali della provincia dell'Aquila è composta dalle arterie stradali gestite da tale ente. La maggior parte di tali strade sono strade provinciali, ma sono gestite dalla provincia dell'Aquila anche strade regionali, cioè vecchie strade statali non più gestite a livello nazionale.

## Strade provinciali

### 1-10
| Numero | Denominazione          | Percorso | Lunghezza (km) | Mappa |
| --- | ---------------------- | --- | -------------- | ----- |
| | Amiternina             | La strada inizia presso Genzano di Sassa, frazione dell'Aquila, attraversa le frazioni di Pagliare di Sassa e di Sassa, per lambire il confine con il comune di Scoppito in località Ponte San Giovanni. Seguendo il corso del fiume Raio, entra nel territorio comunale di Tornimparte presso Palombaia, attraversa i borghi di Molino Salomone e Viario e raggiunge infine il capoluogo comunale Villagrande. Da lì la strada si dirige in cima al gruppo montuoso Monte San Rocco-Monte Cava, raggiunge la frazione di Castiglione di Tornimparte, per poi terminare al confine con la provincia di Rieti. Una diramazione dell'arteria si separa dal tracciato principale nei pressi di Villagrande, per continuare in direzione sud e raggiungere il casello "Tornimparte" dell'A 24 e collegarsi allo stesso modo con la SS 696. | 28,600         |       |
| | del Lago di Campotosto | La strada inizia staccandosi dalla SR 577 sulla riva sud del lago di Campotosto e attraversa lo specchio d'acqua mediante un ponte moderno, in sostituzione dell'adiacente e più vecchio ponte delle Stecche. Lambisce quindi la sponda settentrionale del lago fino a Mascioni, frazione di Campotosto, e da lì prosegue verso nord, abbandonando il lago, fino alla frazionoe di Poggio Cancelli. Da lì una breve diramazione permette un secondo collegamento con la SR 577, mentre l'arteria principale procede in direzione ovest sui monti dell'Alto Aterno, arrivando infine ad Aringo, frazione di Montereale, dove si immette nella SS 260. | 20,750         |       |
| | Umbra                  | La strada comincia subito a nord dell'abitato di Marana, frazione di Montereale, separandosi dalla SS 260. Prosegue quindi in direzione nord, senza attraversare alcun centro, fino a terminare nella SR 471, a est della frazione di Ville di Fano. | 6,200          |       |
| | della Molinella        | La strada comincia distaccandosi dalla SS 260 alla confluenza tra il fiume Aterno e il fosso di valle Salcia, in località ponte della Molinella, continuando in direzione est fino a Piedicolle di Montereale. Da Piedicolle prosegue in direzione nord, fino a immettersi nuovamente nella SS 260, nei pressi della frazione di Collecalvo. | 3,680          |       |
| | Silvaplana             | La strada inizia dalla SS 584 presso Casavecchia di Lucoli, attraversa quindi le frazioni di San Menna e Sant'Andrea ed entra nel comune dell'Aquila. Qui passa nelle frazioni di San Martino, Collemare, Poggio Santa Maria e Colle di Sassa. Nel centro di Sassa si immette nella SP 1. Si distacca dalla stessa a poca distanza, attraversa il fiume Raio e arriva a Sassa Scalo. La vecchia strada attraversava la ferrovia Terni-Sulmona e si immetteva nella SS 17, per poi ricominciare 500 metri più a est; il nuovo percorso prevede invece un sottovia che permette l'attraversamento della ferrovia e si immette direttamente nell'ultimo tratto della SP5. Questo comincia dalla SS 17 a est della frazione di Sassa Scalo e procede in maniera rettilinea fino a terminare nella SS 80 dir a sud di Preturo. Una diramazione della strada parte da questa nei pressi di San Menna di Lucoli e attraversa le frazioni di Francisco, Santa Croce, Peschiolo e Prata, per poi terminare nuovamente nel tracciato principale. Una seconda diramazione si distacca da Colle di Sassa, attraversa Brecciasecca e si immette infine nella SP 1. | 17,300         |       |
| | di Castel del Monte    | La strada ha inizio a Barisciano, dove si distacca dalla SS 17; attraversato il centro abitato e superate alcune valli minori, arriva a lambire il borgo di Santo Stefano di Sessanio. Da lì prosegue verso Calascio in direzione sud-est, mentre dopo quest'ultimo paese svolta verso nord. L'arteria attraversa infine la piana di San Marco, per poi salire fino a Castel del Monte e lì immettersi nella SR 17 bis. | 24,225         |       |
| | Peltuinate             | Il primo tronco di questa arteria ha inizio a Calascio, dove si stacca dalla SP 7. Da qui, con diversi dislivelli, arriva dapprima a Castelvecchio Calvisio ed entra poi nel comune di Carapelle Calvisio, passando però a monte dell'abitato. Da qui la strada prosegue verso sud-ovest e arriva nell'altopiano di Navelli attraversando il borgo di San Pio delle Camere. Qui il tracciato storico si immetteva direttamente nella SS 17, mentre attualmente è collegato alla strada statale tramite uno svincolo a livelli sfasati e, grazie allo stesso cavalcavia, anche al secondo tronco. Una diramazione della strada la collega al centro abitato di Carapelle Calvisio, arrivando al limite del borgo medievale. | 16,450         |       |
| Il secondo tronco iniziava distaccandosi direttamente dalla SS 17 a sud di San Pio delle Camere, mentre è attualmente collegato al primo tronco tramite cavalcavia in variante. La strada attraversa quindi la parte settentrionale dell'altopiano di Navelli andando verso ovest, passando in località Settefonti, poi nel borgo di Prata d'Ansidonia e infine nella frazione di San Nicandro, che è attraversato centralmente dal tracciato storico, mentre è attualmente presente una variante a sud dell'abitato. Da qui la strada scende di quotaa fino a raggiungere la conca aquilana passando per San Demetrio ne' Vestini e terminando nella SR 261. Una diramazione della strada, che ha inizio poco a sud di San Pio delle Camere e termina in località Settefonti, la connette con Tussio, frazione di Prata d'Ansidonia. | Peltuinate             | 14,205 |                |       |
| | Marsicana              | La strada ha inizio nei pressi di Raiano, dove si stacca dalla SS 5. Con una rapida salita di quota in direzione sud-ovest arriva a Goriano Sicoli, lambendone il nucleo più centrale. Da lì la strada vira verso nord e termina a Castel di Ieri, dove si reimmette nella SS 5. Una diramazione collega, in direzione est-ovest, Goriano Sicoli con la SS 5 nei pressi di Forca Caruso. Una seconda diramazione si distacca dalla prima a ovest di Goriano Sicoli e, passando attraverso il Valico della Forchetta, si immette nella SP 60 nel comune di Cocullo. Un'ultima diramazione, interna al centro abitato di Goriano Sicoli, collega il tracciato principale, dal quale parte e nel quale termina, con la stazione ferroviaria del paese. | 28,184         |       |
| | Peligna                | L'arteria ha inizio al confine con la provincia di Pescara, dove continua come SP 72, nei pressi di Popoli Terme. Da lì continua in direzione sud e attraversa il centro di Vittorito, per poi immettersi nella SS 5 a Raiano. Da lì continua sempre in direzione sud fino alle contrade Colle e Stalle, nel comune di Prezza. Da quel punto prosegue in direzione nord-est fino a Pratola Peligna, dove si immette nella viabilità urbana, tramite cui è possibile il collegamento con la SR 5 dir. Una prima diramazione della strada consente il collegamento con il centro abitato di Prezza e termina nei pressi della stazione ferroviaria del comune. Una seconda diramazione si distacca dalla SR 5 dir nei pressi del Nucleo artigianale di Raiano e, procedendo in direzione sud-est, termina con un'immissione nel tracciato principale della strada. Un'ultima diramazione permette il collegamento tra il centro di Pratola Peligna e la seconda diramazione. | 28,765         |       |

### 11-20
| Numero | Denominazione                 | Percorso | Lunghezza (km) | Mappa |
| ------ | ----------------------------- | --- | -------------- | ----- |
|        | Sirentina                     | La strada ha inizio a sud di Rocca di Mezzo, dove si separa dalla SS 696. Da lì attraversa, in direzione sud-est, il Monte Sirente fino ad arrivare al borgo di Secinaro. Prosegue quindi in direzione sud verso Gagliano Aterno, per poi virare verso est e terminare a Castelvecchio Subequo nella SS 5. Una diramazione della strada collega direttamente Secinaro, da dove si distacca dal tracciato principale in direzione sud-est, con Castelvecchio Subequo. Una seconda diramazione ha inizio dalla prima e termina nella SR 261 nei pressi di Molina Aterno.                                                                                               | 43,340         |       |
|        | Frentana                      | La strada si distacca dalla SS 487 a sud di Pacentro e proseguendo in direzione sud passa nell'abitato di Cansano. Da lì procede verso est arrivando a Campo di Giove, vira poi verso sud-est per arrivare in località Le Piane, dove sono presenti la stazione di Campo di Giove Maiella e degli impianti sciistici, e infine verso sud, terminando al confine con la provincia di Chieti, da dove prosegue come SP 158. Una diramazione della strada collega il centro di Cansano con la stazione ferroviaria del paese. Una seconda diramazione collega invece il centro di Campo di Giove con la sua stazione ferroviaria.                                       | 22,400         |       |
|        | Morronese                     | La strada ha inizio a Pacentro, dove si distacca dalla SS 487 e prosegue in direzione ovest verso la località Le Marane, entrando nel comune di Sulmona; attraversa poi le località di Santa Lucia e Fonte Amore, per arrivare poi presso la Badia Morronese. Continua quindi per Bagnaturo e si immette infine nella SS 17. Il vecchio tracciato, antecedente alla costruzione in variante della nuova SS 17, arrivava fino al comune di Pratola Peligna. Una diramazione ha inizio presso Le Marane e collega l'arteria con la SS 17 presso Sulmona. Una seconda diramazione dalla Badia Morronese si collega alla SS 17, attualmente non intersecandola.          | 16,975         |       |
|        | di Introdacqua                | La strada collega la SR 479, proveniente da Sulmona, con il centro di Introdacqua. | 1,900          |       |
|        | di Anversa Scalo              | La strada collega la SR 479 con la stazione di Anversa-Villalago-Scanno, a est del centro di Anversa degli Abruzzi. | 1,020          |       |
|        | di Opi                        | La strada collega la SS 83 con il centro di Opi, salendo sul colle che ospita il borgo. | 1,700          |       |
|        | del Parco Nazionale d'Abruzzo | La strada ha inizio a Pescina, dove si distacca dalla SS 83. Da lì segue il corso del Giovenco, attraversa Ortona dei Marsi, San Sebastiano dei Marsi e Bisegna e raggiunge le sorgenti del fiume, per terminare nuovamente nella SS 83 in località Campomizzo. Una diramazione collega il centro di Pescina, staccandosi dalla SS 83, con Pescina Scalo e la stazione di Pescina. Un'altra diramazione collega la strada con Carrito, nel nord del comune di Ortona dei Marsi, e con la stazione di Carrito Ortona. Un'ultima diramazione collega la strada con la frazione di Aschi.                                                                               | 40,980         |       |
|        | di Collarmele                 | La strada ha inizio all'interno del centro abitato di Collarmele, dove si stacca dalla SS 5, e termina a sud dello stesso centro andando confluire nella SS 83. | 1,800          |       |
|        | Ultrafucense                  | La strada si distacca dalla SS 696 nel centro di Celano, per poi proseguire verso sud-ovest e interesecare la SS 5 con uno svincolo a livelli sfalsati. Continua ancora verso sud fino ad arrivare nella piana del Fucino, lungo la quale ha un percorso completamente lineare con direzione nord-sud; al centro della piana lambisce Borgo Ottomila e si incrocia con la SP 20. L'arteria termina infine a Trasacco, sulla SP 22. | 28,160         |       |
|        | Marruviana                    | La strada ha inizio nel centro di Avezzano presso il castello Orsini-Colonna, dove incrocia il tratto urbano della SS 5. Da lì prosegue in direzione sud-est, entrando nella piana del Fucino presso Borgo Via Nuova. All'interno della piana prosegue verso est e incrocia il borgo di Faenza, la SP 19 e Borgo Ottomila. Arriva quindi a San Benedetto dei Marsi, dove lambisce il paese con un tracciato in variante rispetto all'abitato, e prosegue verso Pescina, dove termina nella SS 83. Una diramazione della strada collega Borgo Incile e l'area industriale di Avezzano, a sud della città, con il tracciato principale nei pressi del borgo di Faenza. | 26,600         |       |

### 21-30
| Numero                                         | Denominazione    | Percorso | Lunghezza (km) | Mappa |
| ---------------------------------------------- | ---------------- | --- | -------------- | ----- |
|                                                | Magoranese       | SP 22 (presso Ortucchio) - Lecce nei Marsi - Gioia dei Marsi - Casali d'Aschi - SS 83 - Ortucchio                                   | 11,290         |       |
|                                                | Circonfucense    | Avezzano - Luco dei Marsi - Trasacco - Ortucchio - San Benedetto dei Marsi                                                          | 31,700         |       |
|                                                | dell'Alto Liri   | Capistrello - Castellafiume - Petrella Liri - Tagliacozzo - SS 5 - Sante Marie                                                      | 38,170         |       |
| Dir. Tagliacozzo - Gallo                       | dell'Alto Liri   | | 38,170         |       |
| Dir. Petrella Liri - Cappadocia                | dell'Alto Liri   | | 38,170         |       |
|                                                | di Alba Fucense  | SS 696 - Santa Jona - Forme - Massa d'Albe                                                                                          | 24,650         |       |
| Dir. Alba Fucens - San Pelino - Avezzano       | di Alba Fucense  | | 24,650         |       |
| Dir. per Albe                                  | di Alba Fucense  | | 24,650         |       |
|                                                | Carseolana       | SS 5 quater (Pietrasecca di Carsoli) - Tufo - confine Provincia di Rieti                                                            | 8,210          |       |
|                                                | Turanense        | SS 5 quater (Carsoli) - confine Provincia di Rieti                                                                                  | 5,720          |       |
|                                                | del Cavaliere    | Civita di Oricola - SS 5 quater - Rocca di Botte - confine Città metropolitana di Roma Capitale                                     | 20,910         |       |
| Dir. per Oricola                               | del Cavaliere    | | 20,910         |       |
| Dir. per Pereto                                | del Cavaliere    | | 20,910         |       |
|                                                | Verricense       | SR 471 - Santa Vittoria - Verrico - confine Provincia di Rieti                                                                      | 7,050          |       |
|                                                | dell'Alto Aterno | SS 80 - Marruci - Pizzoli - Teora - SR 260 (Barete)                                                                                 | 12,920         |       |
| Dir. Pizzoli - Arischia                        | dell'Alto Aterno | | 12,920         |       |
|                                                | di Cascina       | SS 80 dir (Preturo) - Colle - San Marco - Santi - Casaline - Termine di Cagnano - San Cosimo - San Giovanni di Cagnano - San Pelino | 33,165         |       |
| Dir. Santi - Menzano - Casaline                | di Cascina       | | 33,165         |       |
| Dir. San Giovanni di Cagnano - SS 260 (Barete) | di Cascina       | | 33,165         |       |

### 31-40
| Numero                                                                               | Denominazione      | Percorso | Lunghezza (km) |
| ------------------------------------------------------------------------------------ | ------------------ | --- | -------------- |
|                                                                                      | Forulense          | SP 1 (Villagrande) - Pianelle - Colle San Vito - Colle Santa Maria - Barano - San Nicola - Molino Salomone - SP 1  | 33,208         |
| Dir. San Nicola - Colle Massimo - Colle Perdonesco - Pié La Costa - Palombaia - SP 1 | Forulense          | | 33,208         |
| Dir. SP 11 - Forcelle - Rocca Santo Stefano - Madonna della Strada - SS 17           | Forulense          | | 33,208         |
| Dir. Forcelle - Colle Marino                                                         | Forulense          | | 33,208         |
| Dir. SS 17 - Casale - Scoppito - SS 17                                               | Forulense          | | 33,208         |
| Dir. Scoppito - Sante Marie - Collettara - SP 31                                     | Forulense          | | 33,208         |
| Dir. Santa Dorotea - Cese - SS 80 dir (presso Preturo)                               | Forulense          | | 33,208         |
|                                                                                      | di Lucoli Alto     | SS 584 (Collimento) - Lucoli Alto - SS 584 (chiesetta Sant'Antonio)                                                | 5,220          |
|                                                                                      | di Coppito         | Preturo - Coppito - SS 80                                                                                          | 6,645          |
| Dir. Coppito - SS 17                                                                 | di Coppito         | | 6,645          |
|                                                                                      | Roiense            | Poggio di Roio - Roio Piano - Santa Rufina - Colle di Roio - Genzano di Sassa                                      | 8,910          |
|                                                                                      | di Monteluco       | SR 615 (Monteluco) - Facoltà Ingegneria                                                                            | 0,700          |
|                                                                                      | di Bagno           | SR 5 bis (Civita di Bagno) - Bagno Grande - Pianola                                                                | 5,100          |
|                                                                                      | Forconese          | SR 5 bis - Monticchio - Fossa - Casentino - Sant'Eusanio Forconese - SR 261 (Stazione di San Demetrio de' Vestini) | 15,755         |
| Dir. Fossa - Fossa Scalo - SR 261                                                    | Forconese          | | 15,755         |
|                                                                                      | di Cavalletto      | SR 5 bis (Civita di Bagno) - Cavalletto - Monticchio - SS 17                                                       | 3,200          |
|                                                                                      | Nuova Vestina      | San Felice d'Ocre - San Panfilo d'Ocre - SR 5 bis - Fonteavignone - Terranera - Rocca di Mezzo                     | 22,385         |
| Dir. per San Martino d'Ocre                                                          | Nuova Vestina      | | 22,385         |
| Dir. per SR 5 bis presso Rocca di Cambio                                             | Nuova Vestina      | | 22,385         |
|                                                                                      | di Rocca di Cambio | SR 5 bis - Rocca di Cambio - SR 5 bis                                                                              | 2,425          |
|                                                                                      | di Bominaco        | SS 17 - Caporciano - Bominaco - Opi di Fagnano - SR 261                                                            | 16,235         |
| Dir. per Bominaco                                                                    | di Bominaco        | | 16,235         |
| Dir. per Castello di Fagnano                                                         | di Bominaco        | | 16,235         |
| Dir. per Ripa di Fagnano Alto                                                        | di Bominaco        | | 16,235         |

### 41-50
| Numero                              | Denominazione                | Percorso                                                                        | Lunghezza (km) |
| ----------------------------------- | ---------------------------- | ------------------------------------------------------------------------------- | -------------- |
|                                     | di Navelli                   | SS 17 - Navelli alto                                                            | 2,385          |
| Dir. Navelli - SP 94                | di Navelli                   |                                                                                 | 2,385          |
|                                     | di Collepietro               | SS 17 - Collepietro                                                             | 3,260          |
|                                     | di San Benedetto in Perillis | SS 17 - San Benedetto in Perillis - Acciano                                     | 10,680         |
|                                     | di Fagnano                   | SR 261 - stazione FS di Campana                                                 | 2,280          |
|                                     | di Fontecchio                | Fontecchio - stazione FS Fontecchio                                             | 4,010          |
| Dir. SR 261 - San Pio di Fontecchio | di Fontecchio                |                                                                                 | 4,010          |
|                                     | di Tione                     | SR 261 - Santa Maria del Ponte - Tione degli Abruzzi - Goriano Valli - Secinaro | 13,973         |
| Dir. per la stazione FS di Beffi    | di Tione                     |                                                                                 | 13,973         |
|                                     | di Beffi Scalo               | SR 261 - stazione FS di Beffi - innesto SP 46                                   | 3,720          |
|                                     | di Acciano                   | SR 261 - stazione FS di Acciano                                                 | 2,045          |
|                                     | Corfiniense                  | Corfinio - SR 5 dir (presso Pratola Peligna)                                    | 3,510          |
|                                     | di Roccacasale               | Roccacasale - SS 17 - stazione FS Roccacasale                                   | 3,600          |

### 51-60
| Numero           | Denominazione      | Percorso                                                           | Lunghezza (km) |
| ---------------- | ------------------ | ------------------------------------------------------------------ | -------------- |
|                  | del Sagittario     | Pratola Peligna - Sulmona Scalo - Sulmona                          | 9,150          |
|                  | Zappanotte         | Dir. Zappanotte                                                    | 2,500          |
|                  | Nolfese            | Pratola Peligna - Campo di Fano - Torre dei Nolfi - Bugnara        | 12,080         |
|                  | Torrone            | Dir. Sulmona - Bugnara Scalo                                       | 4,300          |
|                  | dell'Albanese      | Sulmona - SS 17 (presso Pettorano sul Gizio)                       | 10,400         |
| Dir. Forma Torta | dell'Albanese      |                                                                    | 10,400         |
|                  | di Fonteromana     | Campo di Giove - Fonte Romana - SS 487                             | 8,225          |
|                  | di Pescocostanzo   | Cansano - Bosco Sant'Antonio - SS 84 (Pescocostanzo)               | 21,250         |
|                  | di Rivisondoli     | SS 17 (presso La Portella) - Rivisondoli - Stazione FS Rivisondoli | 3,940          |
|                  | di Ateleta Scalo   | Ateleta - Stazione FS Ateleta                                      | 0,190          |
|                  | di Scontrone       | SS 83 (Alfedena) - Scontrone                                       | 2,800          |
|                  | del Lago di Barrea | Villetta Barrea - Civitella Alfedena - SS 83 (presso Barrea)       | 4,550          |
|                  | Marsico-Sannitica  | Anversa - Casale - Cocullo - SP 17 (presso Ortona dei Marsi)       | 21,710         |
|                  | di Cocullo         | Dir. Cocullo - Stazione FS Cocullo                                 | 2,000          |

### 61-70
| Numero                                                 | Denominazione                | Percorso                                                                               | Lunghezza (km) |
| ------------------------------------------------------ | ---------------------------- | -------------------------------------------------------------------------------------- | -------------- |
|                                                        | Varanese                     | SS 5 - Aielli Scalo - Aielli - Cerchio - SS 5                                          | 9,680          |
|                                                        | Palentina                    | Massa d'Albe - Cappelle dei Marsi - SS 5 - Cese dei Marsi - SR 82 (presso Capistrello) | 23,955         |
| Dir. Massa d'Albe - Magliano de' Marsi - SS 578 - SS 5 | Palentina                    |                                                                                        | 23,955         |
| Dir. Scurcola Marsicana - Stazione FS Scurcola         | Palentina                    |                                                                                        | 23,955         |
| Dir. Cese dei Marsi - Corcumello                       | Palentina                    |                                                                                        | 23,955         |
|                                                        | Simbruina                    | SR 82 (Capistrello) - Vallone Rianza - confine Provincia di Frosinone                  | 29,050         |
|                                                        | di Canistro                  | SR 82 - Canistro                                                                       | 5,800          |
|                                                        | di Civita d'Antino           | SR 82 - Civita d'Antino                                                                | 8,800          |
| Dir. SR 82 - Morino                                    | di Civita d'Antino           |                                                                                        | 8,800          |
|                                                        | di Rendinara                 | SR 82 - Castronovo - Rendinara                                                         | 7,420          |
|                                                        | di San Vincenzo Valle Roveto | SR 82 - San Vincenzo Valle Roveto Superiore                                            | 3,600          |
| Dir. SR 82 - San Vincenzo Valle Roveto Inferiore       | di San Vincenzo Valle Roveto |                                                                                        | 3,600          |
|                                                        | di Roccavivi                 | SR 82 - Roccavivi                                                                      | 2,230          |
|                                                        | Sabinese                     | SP 26 (Carsoli) - Poggio Cinolfo - confine Provincia di Rieti                          | 5,190          |
|                                                        | di Collebrincioni            | L'Aquila - Collebrincioni - Aragno - Camarda                                           | 15,930         |

### 71-80
| Numero                                                      | Denominazione       | Percorso                                           | Lunghezza (km) |
| ----------------------------------------------------------- | ------------------- | -------------------------------------------------- | -------------- |
|                                                             | di Capestrano       | Capestrano - SS 153 (presso Ofena)                 | 4,187          |
| Dir. SR 602 (Forca di Penne) - confine Provincia di Pescara | di Capestrano       |                                                    | 4,187          |
|                                                             | di Campo Imperatore | SR 17 bis (Campo Imperatore) - Valico Vado di Sole | 7,030          |
| Dir. SR 17 bis (Campo Imperatore) - Fonte Vetica            | di Campo Imperatore |                                                    | 7,030          |

### 81-90
| Numero | Denominazione           | Percorso                                                                                            | Lunghezza (km) |
| ------ | ----------------------- | --------------------------------------------------------------------------------------------------- | -------------- |
|        | Circumlacuale di Scanno | Villalago - Lago di Scanno                                                                          | 6,000          |
|        | Nuova Sangrina          | SS 17 (presso Roccaraso) - Pietransieri - Carceri - Ateleta                                         | 13,720         |
|        | del Vasto               | SS 80 (Passo delle Capannelle) - SR 17 bis (presso Assergi)                                         | 21,015         |
|        | di Meta                 | Civitella Roveto - Meta                                                                             | 7,200          |
|        | di Rocca Cinquemiglia   | SP 119 - Roccacinquemiglia                                                                          | 1,720          |
|        | Dorsale Palentina       | Sante Marie - Castelvecchio - Santo Stefano - Tubione - Scanzano - Gallo - San Donato - Tagliacozzo | 22,825         |
|        | di Morrea               | SR 82 - Morrea                                                                                      | 6,050          |

### 91-100
| Numero | Denominazione        | Percorso                                                                 | Lunghezza (km) |
| ------ | -------------------- | ------------------------------------------------------------------------ | -------------- |
|        | di Stiffe            | Casentino - Villa Sant'Angelo - Stiffe - SR 261                          | 8,356          |
|        | di Villa Sant'Angelo | Villa Sant'Angelo - San Demetrio ne' Vestini                             | 2,580          |
|        | di Civitaretenga     | SS 17 - Civitaretenga - SP 41                                            | 1,325          |
|        | del Tirino           | Navelli - Capestrano - SS 153 (nei pressi di Bussi sul Tirino)           | 15,200         |
|        | di Monte Zurrone     | SR 437 - Monumento dei Caduti "Senza Croce"                              | 2,225          |
|        | di Valle di Tufo     | SS 5 quater (loc. Ponte dei Frati) - Tufo - SP 25                        | 5,000          |
|        | del Lago Racollo     | Santo Stefano di Sessanio - SR 17 bis (loc. Lago Racollo)                | 13,250         |
|        | delle Vigne          | SR 602 (presso Ofena) - convento Colonia Frasca - SP 8 (presso Calascio) | 10,415         |
|        | di Pettorano         | Pettorano sul Gizio - stazione FS Pettorano                              | 2,500          |
|        | Napoleonica          | -                                                                        | 2,000          |

### 101-110
| Numero                   | Denominazione    | Percorso                                                                                        | Lunghezza (km) |
| ------------------------ | ---------------- | ----------------------------------------------------------------------------------------------- | -------------- |
|                          | di Ridotti       | SR 82 - Ridotti                                                                                 | 4,800          |
|                          | di Campofelice   | SS 584 (La Crocetta) - Campo Felice                                                             | 5,200          |
|                          | di Filetto       | SS 17 (nei pressi di Onna) - Paganica - Pescomaggiore - Filetto - SR 17 bis (Camarda)           | 16,375         |
|                          | della Rocchetta  | SP 30 (Cagnano) - Colli di Barete - SP 29 (Teora)                                               | 6,272          |
|                          | di Monte Cabbia  | SP 30 (Cagnano) - San Cosimo - Collicello - Fiugni - Cabbia - Cesaproba - Pellescritta - Marana | 19,341         |
| Dir. Cesaprobra - SR 471 | di Monte Cabbia  |                                                                                                 | 19,341         |
|                          | delle Capanelle  | SP 4 (Piedicolle) - Capitignano - SS 80 (Passo delle Capannelle)                                | 12,230         |
|                          | di Villaromana   | SR 5 (Carsoli) - Villa Romana - Montesabinese - SR 5 (Carsoli)                                  | 10,700         |
|                          | Aveiense         | San Panfilo d'Ocre - convento Sant'Angelo - Fossa                                               | 5,100          |
|                          | di Rocca Preturo | SR 261 - Roccapreturo - SR 261                                                                  | 2,300          |
|                          | di Frattura      | Scanno - Frattura                                                                               | 6,900          |

### 111-120
| Numero                   | Denominazione       | Percorso                                                                                                | Lunghezza (km) |
| ------------------------ | ------------------- | --- | -------------- |
|                          | di Monte Serrasecca | SP 27 (loc. Serrasecca) - Santuario della Madonna dei Bisognosi - Pereto                                | 10,700         |
|                          | dell'Ancinara       | SS 17 (Sulmona) - SS 487 (loc. Madonna degli Operai)                                                    | 2,386          |
|                          | della Torretta      | SS 17 bis - SS 17 presso Sant'Elia                                                                      | 1,700          |
|                          | di Monte Pratello   | SS 17 - impianti sciistici di Monte Pratello                                                            | 2,100          |
|                          | La Torre            | Sulmona (frazione Torrone) - Cantone - Introdacqua                                                      | 3,400          |
|                          | di Cantone          | SR 479 - Cantone - SR 479                                                                               | 3,600          |
|                          | di Mastroiacovo     | SR 479 - SP 53                                                                                          | 2,200          |
|                          | Fanesina            | Campo di Fano - Colle San Cosimo - Stalle di Prezza - Nucleo Industriale di Raiano - Corfinio           | 13,700         |
| Dir. San Cosimo - Prezza | Fanesina            | | 13,700         |
|                          | del Sangro          | SS 17 (presso Roccaraso) - Castel di Sangro                                                             | 5,040          |
|                          | Mausonia            | SR 615 (nei pressi Stazione FS L'Aquila) - innesto SS 684 - SR 615 - SR 5 bis (Civita di Bagno) - SP 36 | 6,192          |

### 121-127
| Numero                                      | Denominazione    | Percorso                                                  | Lunghezza (km) |
| ------------------------------------------- | ---------------- | --------------------------------------------------------- | -------------- |
|                                             | Sangritana 2^    | Castel di Sangro - confine Provincia di Isernia           | 9,000          |
| Dir. confine Provincia di Isernia - Ateleta | Sangritana 2^    |                                                           | 9,000          |
|                                             | dell'Oriente     | Tagliacozzo - Santuario della Madonna dell'Oriente - SS 5 | 4,900          |
|                                             | di Castrovalva   | SR 479 - Castrovalva                                      | 3,200          |
|                                             | Nespolo-Tufo     | Tufo - confine Provincia di Rieti (Nespolo)               | 3,000          |
|                                             | di Antrosano     | Cappelle dei Marsi - Antrosano - San Pelino               | 5,250          |
|                                             | di Ponte Peschio | SS 684 - Campo di Pile - SS 584                           | 2,200          |
|                                             | della Vallelonga | Trasacco - Collelongo - Villavallelonga                   | 15,500         |

## Strade regionali
| Numero | Denominazione                                   | Percorso | Lunghezza (km) |
| ------ | ----------------------------------------------- | --- | -------------- |
|        | Via Tiburtina Valeria                           | Carsoli - Tagliacozzo |                |
|        | Via Tiburtina Valeria                           | Raiano - Pratola Peligna | 6,150          |
|        | Vestina-Sarentina                               | L'Aquila - Civita di Bagno - Rocca di Cambio - SS 696 |                |
|        | delle Svolte di Popoli                          | Navelli - Popoli | 9,588          |
|        | della funivia del Gran Sasso e Campo Imperatore | Assergi (casello A 24) - Funivia del Gran Sasso d'Italia - bivio Montecristo - Campo Imperatore - Castel del Monte - Villa Santa Lucia degli Abruzzi - SR 602 |                |
|        | della funivia del Gran Sasso                    | Bazzano - Paganica | 3,000          |
|        | della funivia del Gran Sasso                    | SR 17 bis - Montecristo | 1,800          |
|        | della funivia del Gran Sasso                    | SR 17 bis (loc. Ceraso) - ruderi di Sant'Egidio - Campo Imperatore                                                                                            | 10,000         |
|        | della Valle del Liri                            | Avezzano - Capistrello - Civitella Roveto - Morino - San Vincenzo Valle Roveto - Balsorano - confine Provincia di Frosinone                                   | 47,700         |
|        | Picente                                         | SS 260 - Pizzoli - Barete - SS 260 | 6,500          |
|        | Subequana                                       | SS 17 presso San Gregorio - San Demetrio ne' Vestini - Fontecchio - Acciano - Molina Aterno - SS 5                                                            | 35,710         |
|        | dell'Aremogna                                   | Roccaraso - impianti sciistici Aremogna | 10,300         |
|        | dell'Aremogna                                   | SR 437 - Rifugio Principessa Giovanna | 0,520          |
|        | di Leonessa                                     | Montereale - Ville di Fano - confine Provincia di Rieti | 11,713         |
|        | Sannite                                         | Sulmona - SP 14 (Introdacqua) - Bugnara - Anversa degli Abruzzi - Villalago - Scanno - Villetta Barrea                                                        | 59,559         |
|        | di Forca d'Acero                                | Opi - valico Forca d'Acero - confine Provincia di Frosinone                                                                                                   | 9,660          |
|        | del Ceraso                                      | Ovindoli - impianti sciistici Magnolia | 4,200          |
|        | del Lago di Campotosto                          | SS 80 (loc. Porcinaro) - Campotosto - Poggio Cancelli - confine Provincia di Rieti                                                                            | 26,400         |
|        | Palentina                                       | Capistrello - Corcumello - Villa San Sebastiano - SS 5 (loc. Villa San Sebastiano Nuovo)                                                                      | 13,400         |
|        | di Forca di Penne                               | SS 153 - Ofena - Forca di Penne - confine Provincia di Pescara                                                                                                | 17,671         |
|        | di Monte Luco                                   | SS 17 presso L'Aquila - Pianola - Poggio di Roio - L'Aquila                                                                                                   | 11,050         |
|        | di Monte Luco                                   | Poggio di Roio - Monte Luco | 2,250          |